# Pastel de Nata

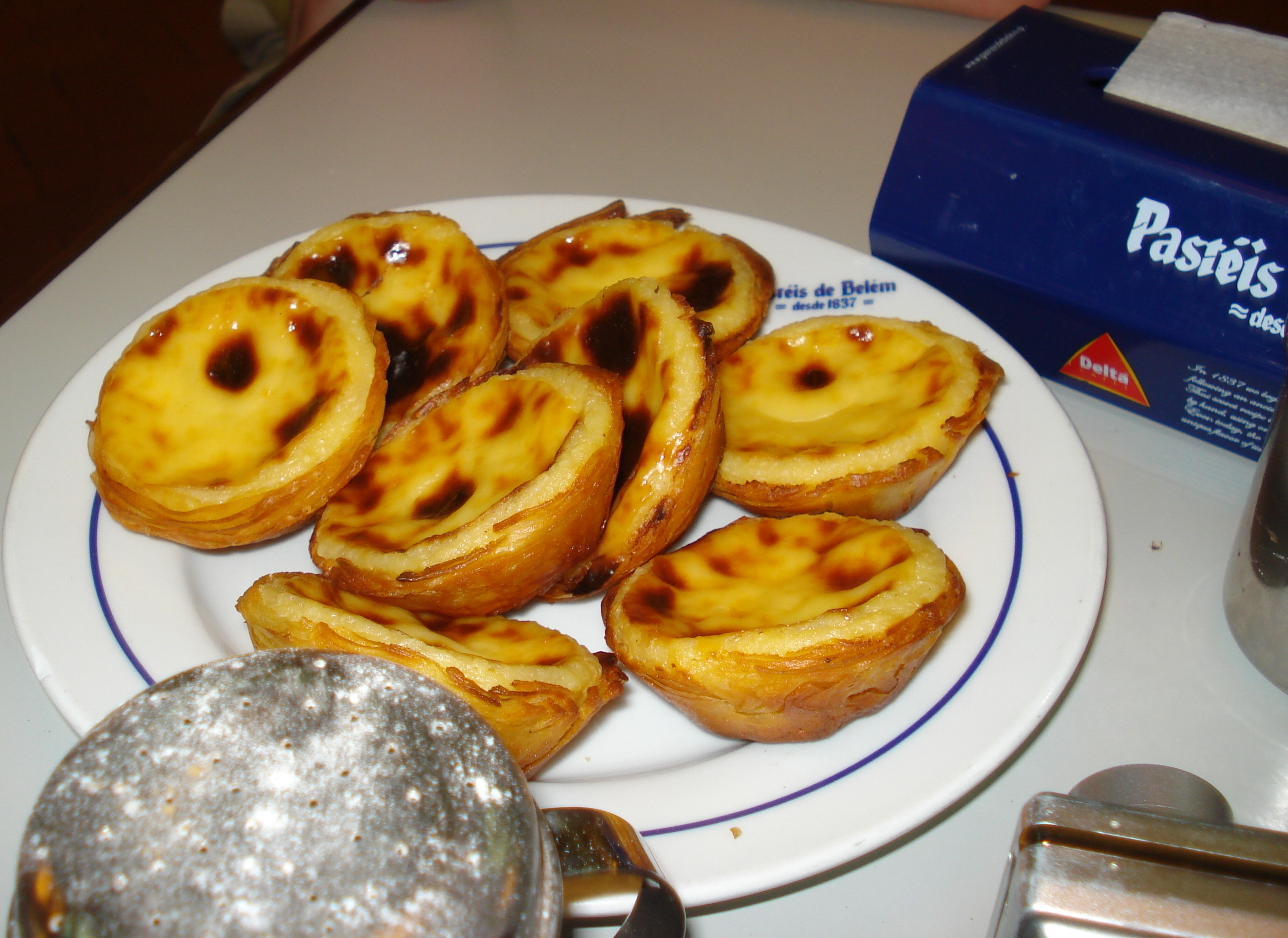
Pastéis de nata

Pastel de Nata [pɐʃˈtɛɫ dɯ ˈnatɐ] (Plural: Pastéis de Nata) oder Pastel de Belém [pɐʃˈtɛɫ dɯ bɯˈlɐ̃ĩ] (Plural: Pastéis de Belém) ist ein Blätterteigtörtchen mit Konditorcreme, das vermutlich bereits vor dem 18. Jahrhundert von den Mönchen des Mosteiro dos Jerónimos (Hieronymus-Kloster) in Belém, heute ein Stadtteil Lissabons, hergestellt wurde. 
1834 wurde das Kloster geschlossen und die Mönche verkauften ihr Rezept an eine Zuckerraffinerie. Seit 1837 werden die Pastéis de Nata von der Pastelaria (Konditorei) Casa Pastéis de Belém unter dem Namen Pastéis de Belém hergestellt und vertrieben. Das Pastel gilt heute auch international als bekanntester Vertreter der traditionellen portugiesischen Süßspeisen der Doçaria Conventual.

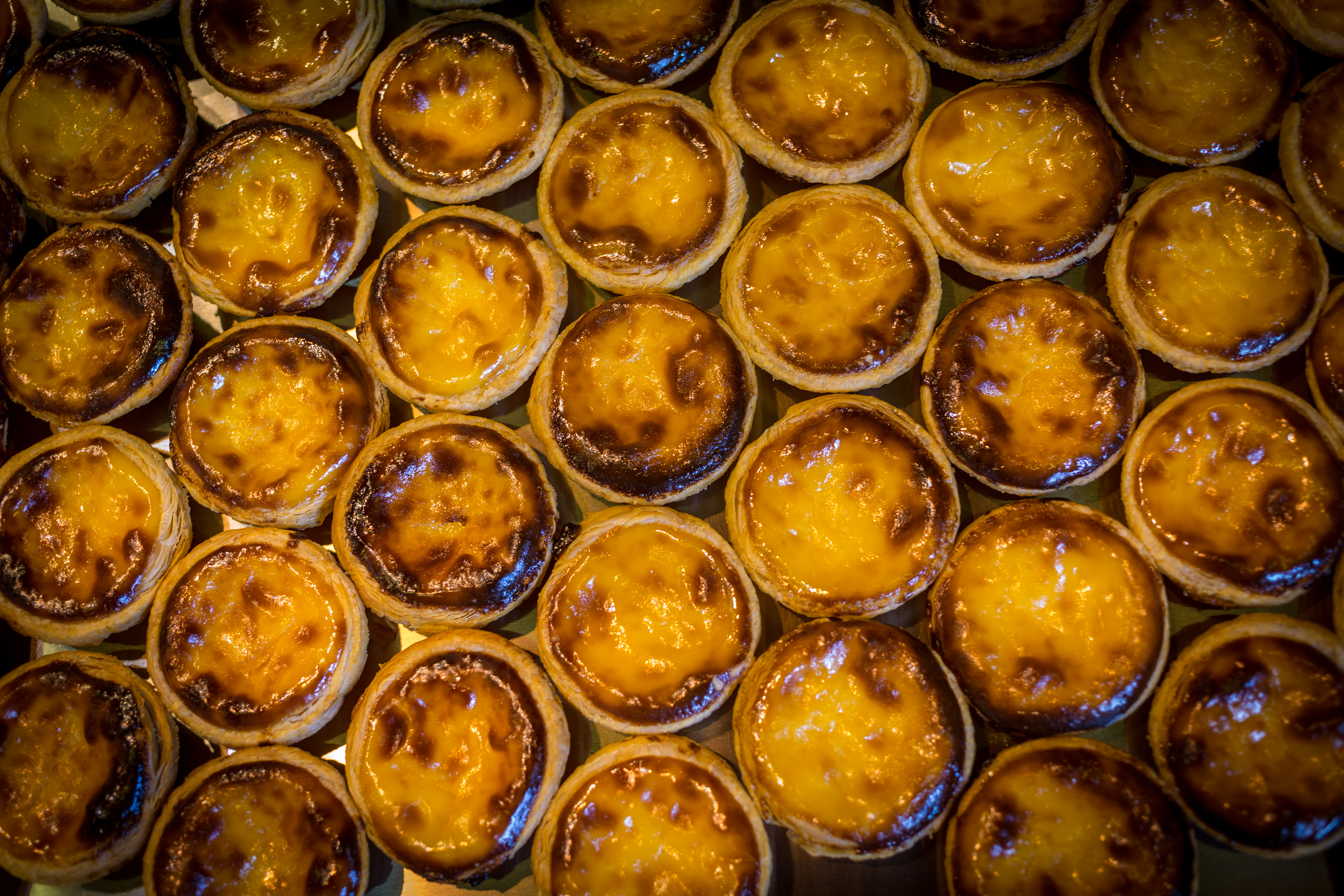
Pastéis de nata

Die Törtchen bestehen aus Blätterteig, der mit einer Creme aus Eigelb, Zucker, Sahne („Nata“) und Mehl gefüllt wird. Die gebackenen Pastéis werden in Portugal meist mit Zimt oder Puderzucker bestreut verzehrt.
Im deutschsprachigen Raum wurden die Pastéis de Nata durch portugiesische Gastarbeiter eingeführt. Die Gebäckstücke repräsentierten Portugal im Rahmen der Kulturinitiative Café d’Europe des Instituts der Regionen Europas (IRE) während der österreichischen EU-Ratspräsidentschaft 2006.